# Церква Різдва Пресвятої Богородиці (Кип'ячка)
Церква Різдва Пресвятої Богородиці в Кип'ячці — парафія і храм греко-католицької громади Великоберезовицького деканату Тернопільсько-Зборівської архієпархії Української греко-католицької церкви в селі Кип'ячка Тернопільського району Тернопільської области.
Оголошена пам'яткою архітектури місцевого значення.

## Історія церкви
Перша згадка про парафію Різдва Пресвятої Богородиці датується 1903 роком у звіті священника Йосифа Студинського, де він вказує рік заснування — 1752.
З 1772 року в селі діяв мурований храм, який у 1930-х роках, з дозволу митрополита Андрея Шептицького, був перебудований. Митрополит дозволив перебудову за умови збереження фундаменту та зовнішнього вигляду. На перебудову дзвіниці дозволу не було.
У 1930 році митрополит Андрей Шептицький повторно освятив храм і залишив свій портрет на згадку про візит.
З 1944 по 1956 рік храм був недіючим, оскільки віряни відмовилися прийняти московське православ'я. Радянська влада закрила церкву і передала її колгоспу.
У 1989 році держава дозволила відкрити храм, зареєструвавши парафію в структурі РПЦ. З лютого 1990 року парафія і храм належать до УГКЦ.
Значну роль у відновленні храму відіграла родина Ізидора Мацьківа.
При парафії діє Вівтарна дружина. Поряд з храмом розташований парафіяльний будинок.

## Парохи
- о. Микола Волянський,
- о. Василь Жегалович (1832—1838),
- о. Василь Комарницький (1838—1843),
- о. Діонізій Навроцький (1843—1866),
- о. Іван Білінський (1866—1867),
- о. Йосиф Студинський (1867—1909),
- о. Роман Добровольський (1907—1917),
- о. Олександр Миринович (1917—1930),
- о. Мирон Кордуба (1930—1933),
- о. Юліан Юрик (1933—1944),
- о. Василь Павлишин,
- о. Михайло (Василь) Пастух,
- о. Дмитро (Петро) Квич (12 лютого 1990—1991),
- о. Йосафат (Олег) Говера (1991—1998),
- о. Іван Гуня,
- о. Володимир Крушинський,
- о. Іван Яворський,
- о. Михайло Живчак (1998—2000),
- о. Йосафат (Олег) Говера (2000—2004),
- о. Любомир Зозуляк (з 12 вересня 2000 по 25 грудня 2018[джерело?]),
- о. Андрій Козяр (від 2018)[джерело?].